# 蝶略湾

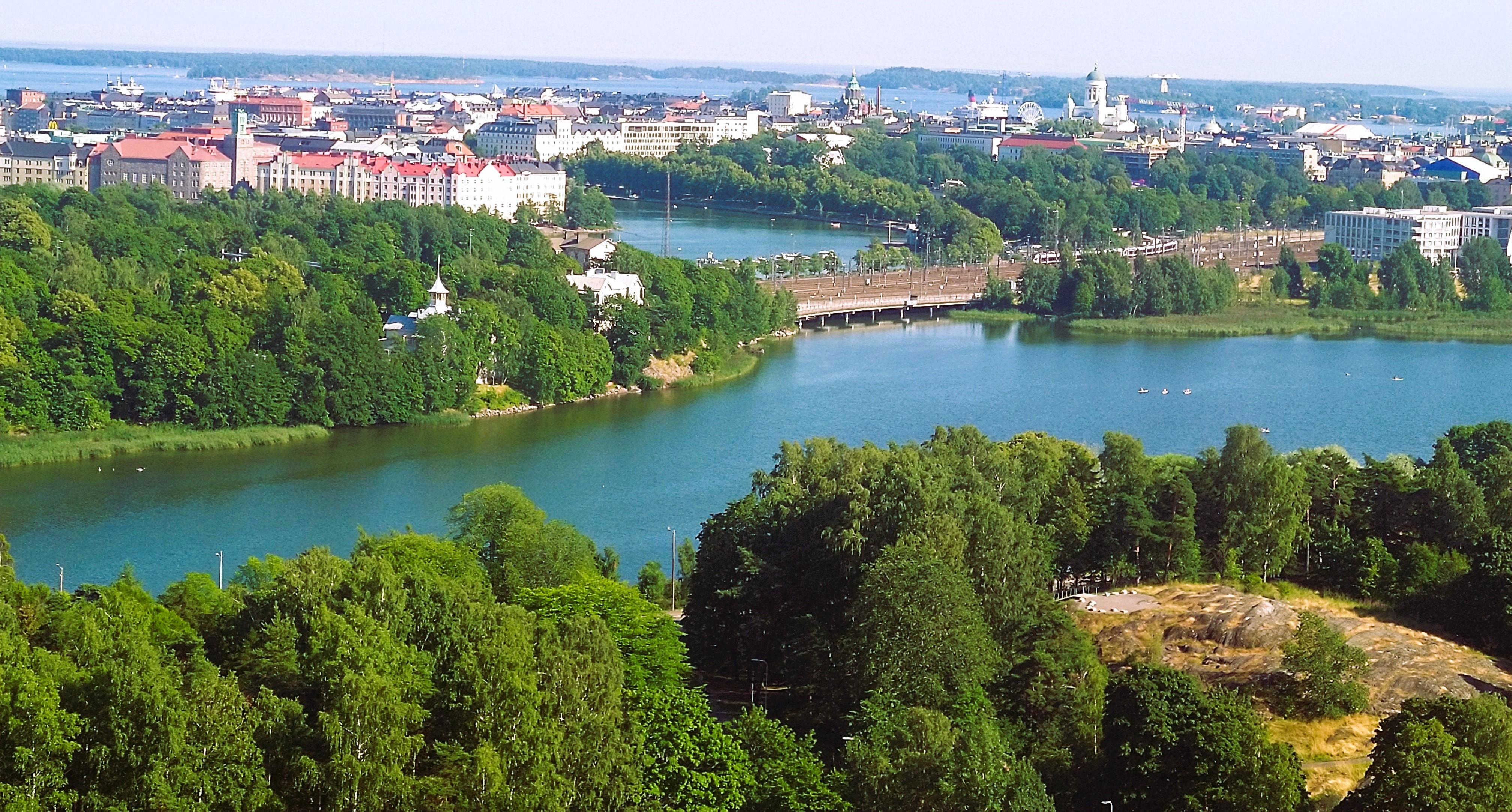
蝶略湾风景

蝶略湾（芬蘭語：Töölönlahti）是芬兰赫尔辛基的一个海湾，位于市中心的北部，中央公园的南端。海湾通过铁路桥下的一个狭窄水道跟外部海域相连。

## 图集

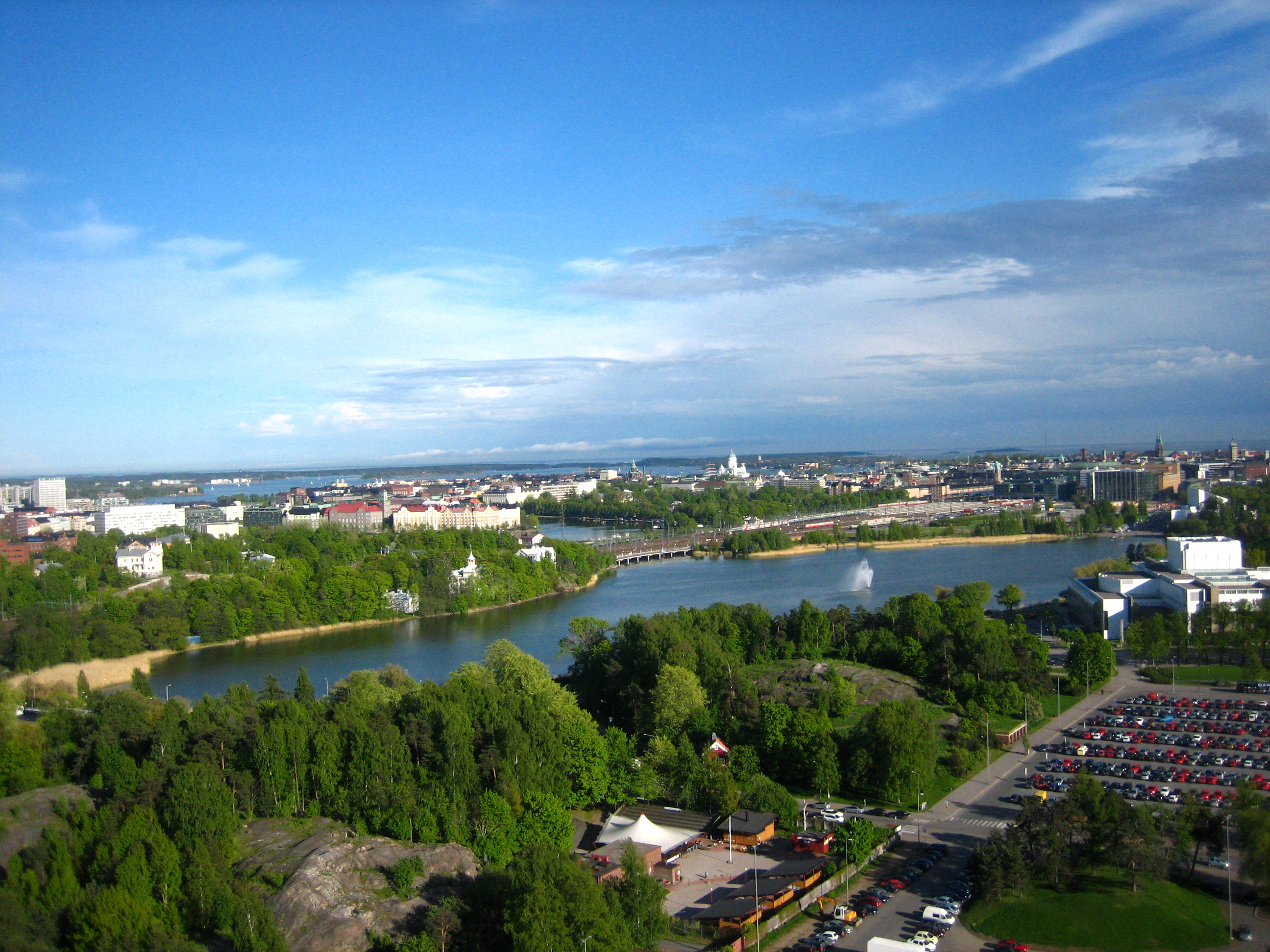
从赫爾辛基奧林匹克體育場的塔楼眺望蝶略湾（2006年）
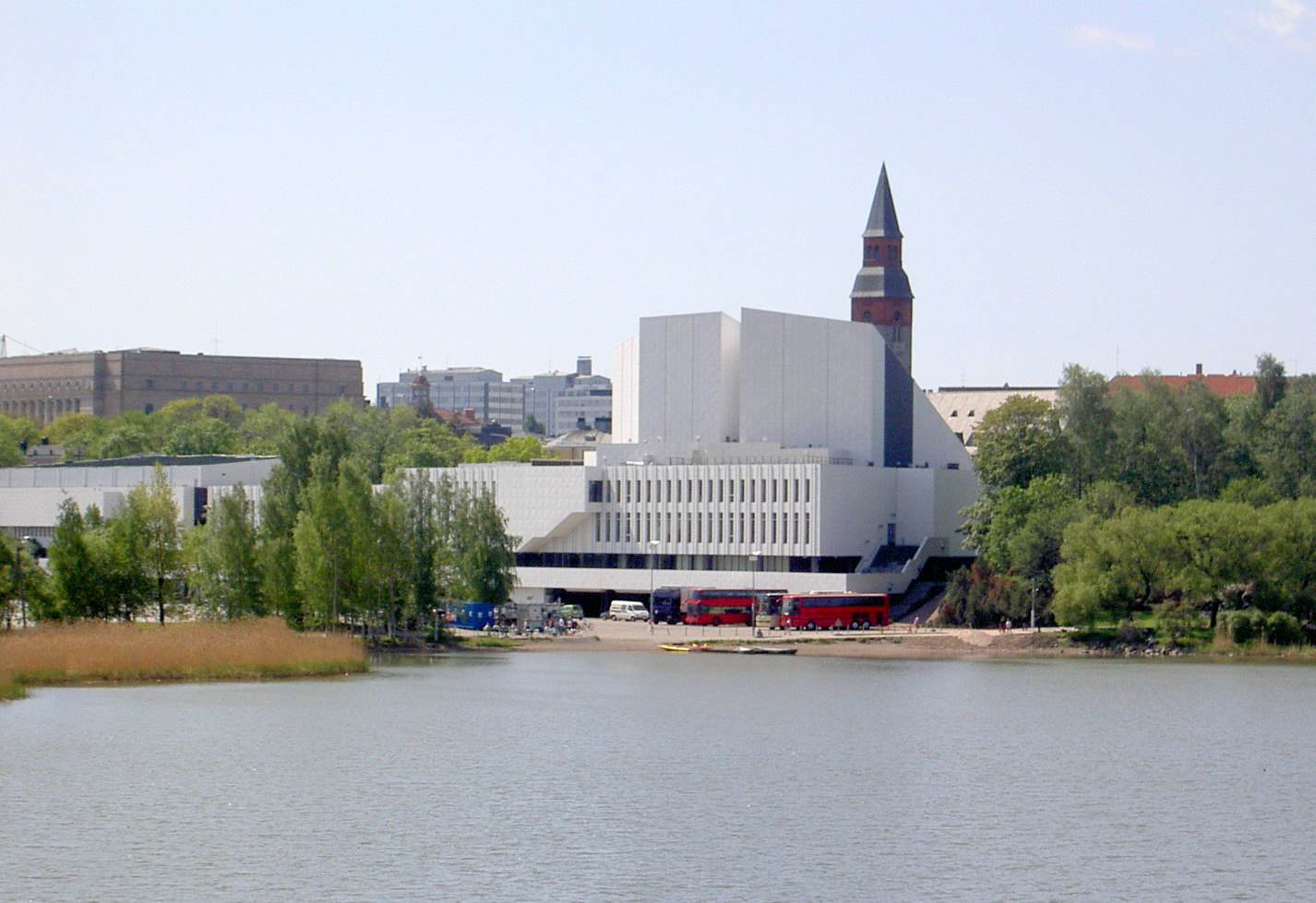
芬兰大厦
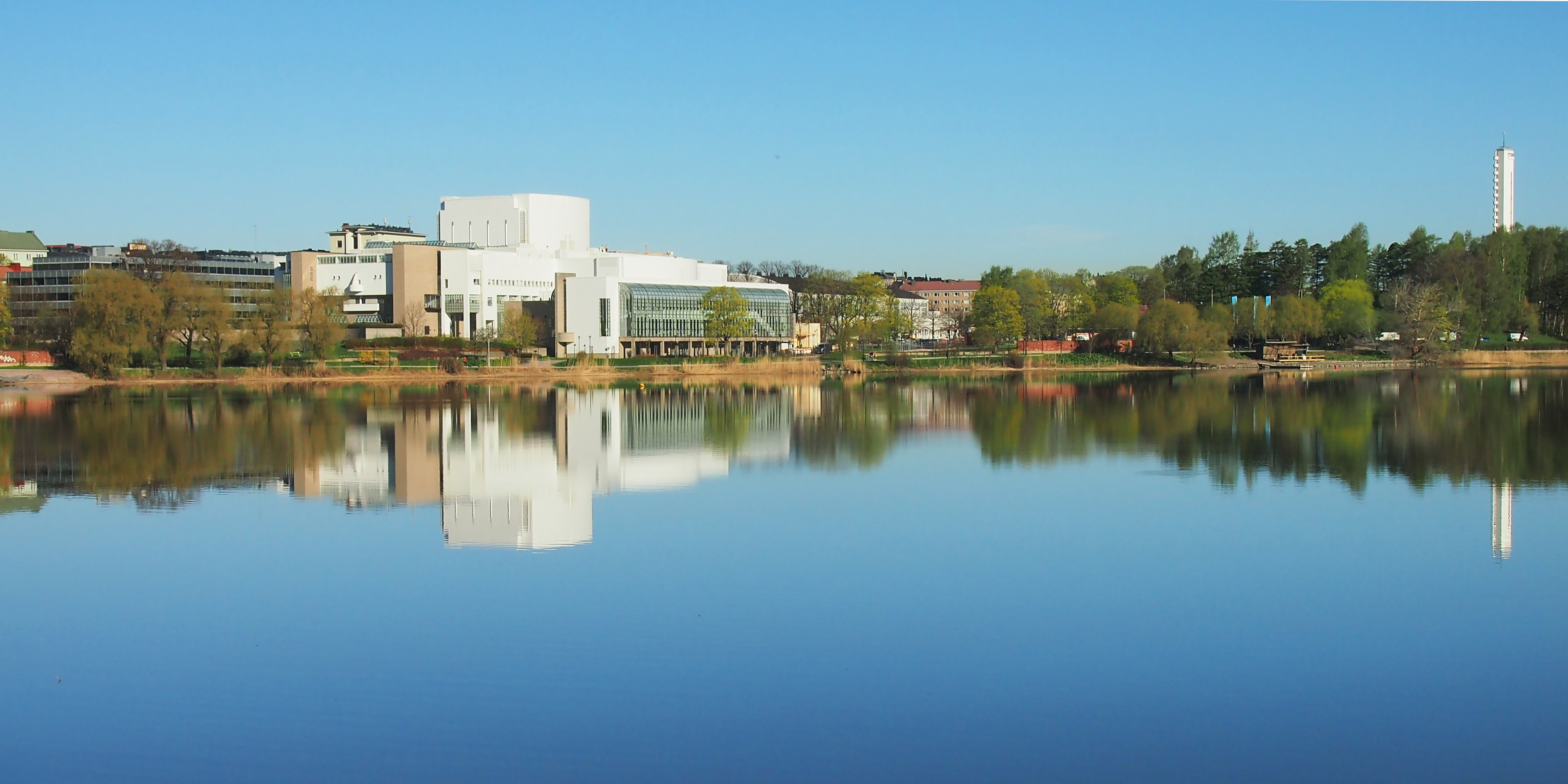
芬兰国家歌剧院
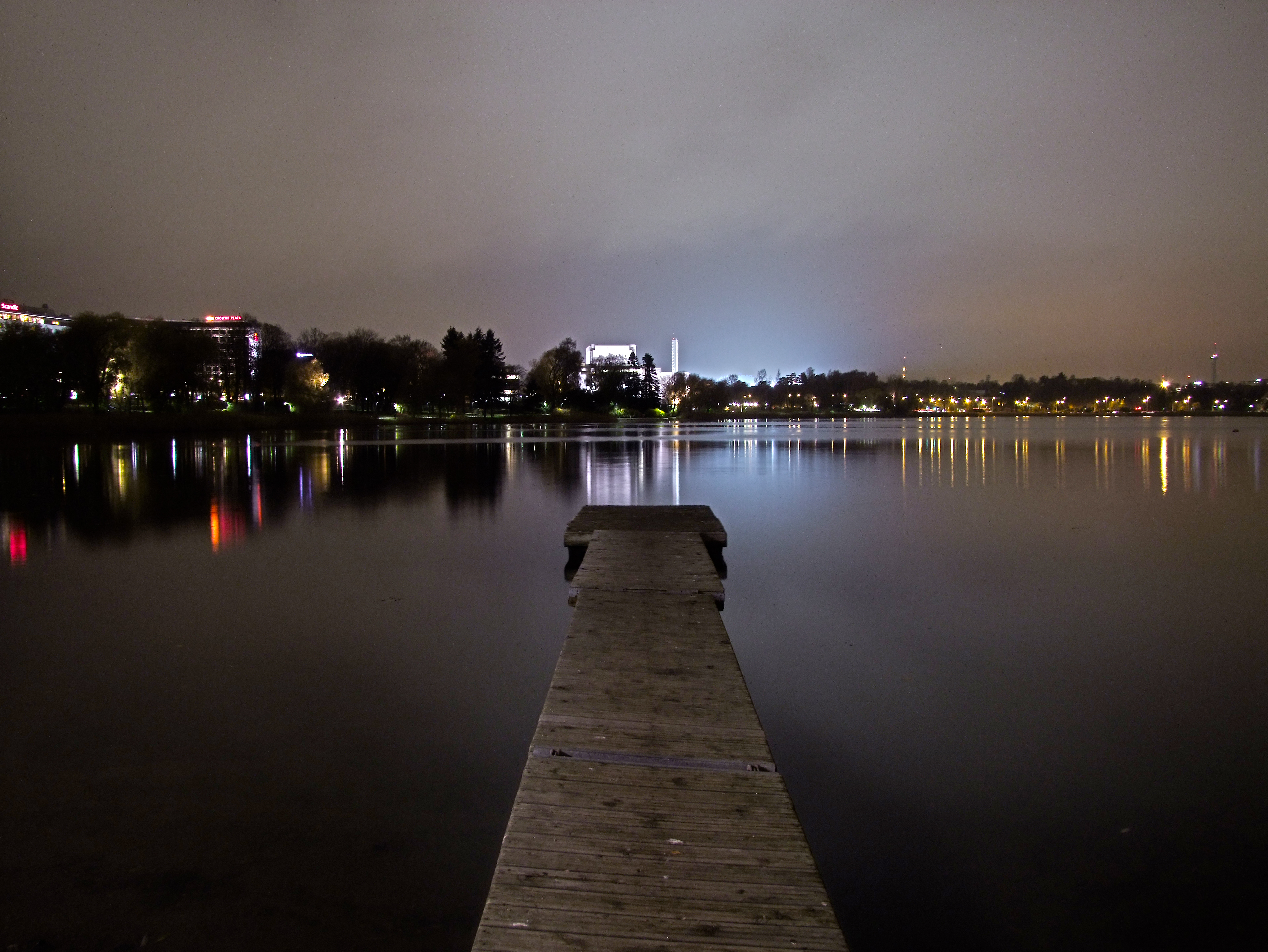
蝶略湾夜景
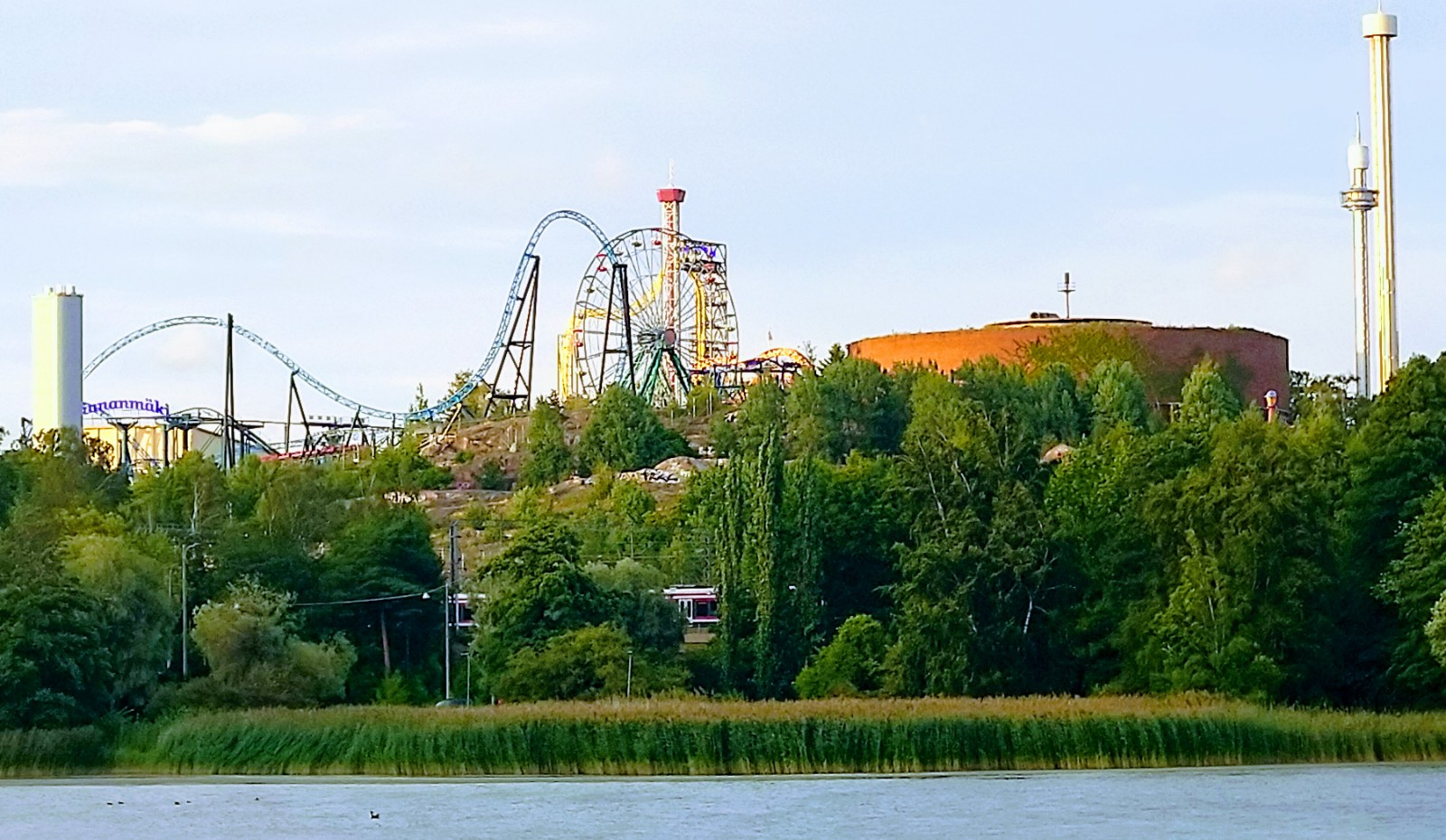
林南迈基游乐园